# Mehang Mata
Mehang Mata is een bestuurslaag in het regentschap Oost-Soemba van de provincie Oost-Nusa Tenggara, Indonesië. Mehang Mata telt 898 inwoners (volkstelling 2010).